# Myrmele
Myrmele Prószynski, 2016 è un genere di ragni appartenente alla famiglia Salticidae.

## Distribuzione
Le 4 specie sono state reperite in Madagascar.

## Tassonomia
Per la descrizione delle caratteristiche di questo genere sono stati esaminati gli esemplari tipo di Myrmarachne peckhami Wanless, 1978.
Le specie di questo genere appartenevano al Myrmarachne electrica-group statuito nel 1978 da Wanless prima di essere elevata al rango di genere.
Non sono stati esaminati esemplari di questo genere dal 2016.
Attualmente, a gennaio 2022, si compone di 4 specie:
- Myrmele andringitra (Wanless, 1978) — Madagascar
- Myrmele electrica (Peckham & Peckham, 1892) — Madagascar
- Myrmele peckhami (Roewer, 1951)[2] — Madagascar
- Myrmele rufescens (Simon, 1900) — Madagascar

### Sinonimi
- Myrmele eugenei (Wanless, 1978); posta in sinonimia con M. rufescens (Simon, 1900) a seguito di un lavoro di Prószyński del 2016 (trattandosi di sinonimia, il cambiamento di nome è superfluo)[1].